# Dicerca crassicollis
Dicerca crassicollis – gatunek chrząszcza z rodziny bogatkowatych i podrodziny Chrysochroinae.
Gatunek ten został opisany w 1857 roku przez Johna Lawrence'a LeConte:
Chrząszcz o tęgim, umiarkowanie wypukłym ciele długości od 13,2 do 17,7 mm u samców i od 13,5 do 20,5 mm u samic. Ubarwienie wierzchu ciała ciemnomiedzianobrązowe z czarnymi wyniosłościami, zaś spodu ciała błyszcząco miedziane z fioletowym podbarwiwniem. Czułki ma o drugim członie znacznie krótszym od trzeciego. Głowę ma spłaszczoną, grubo punktowaną, z jedną wyniosłością na czole (poprzeczną) i dwoma na ciemieniu. Pokrywy są krótko owłosione z nagimi, podłużnymi wyniosłościami, z których nasadowe są niepołączone z pozostałymi. Wierzchołek pokryw jest zwężony i na końcu ścięty lub lekko wykrojony. Samce bez zęba na goleniach odnóży środkowej pary. Samice charakteryzuje trójzębność ostatniego z widocznych sternitów odwłoka.
Owad ten zasiedla wybrzeże pacyficzne Kanady i Stanów Zjednoczonych od Kolumbii Brytyjskiej po Kalifornię. Larwy przechodzą rozwój w sośnie żółtej, jodle wspaniałej i daglezji zielonej.